# 林翔太
林 翔太（はやし しょうた、1990年2月8日 - ）は、日本のアイドル、俳優。
神奈川県出身。STARTO ENTERTAINMENT所属。

## 来歴
V6のコンサートを観て憧れ、2001年1月21日、10歳でジャニーズ事務所に入所。2004年にはジャニーズJr.内ユニット・A.B.C.Jr.のメンバーとして、その後M.A.D.のメンバーとしても活動する。2008年11月11日に江田剛、山本亮太、高橋竜とThey武道を結成。2016年から宇宙Sixとして活動を続けたのち、2018年3月31日、事務所の公式携帯サイトJohnny's webにてユニット脱退を発表。
2018年、ブロードウェイ・ミュージカル『ロジャース/ハート』にて舞台単独初主演を務める。
2020年、30歳のジャニーズJr.として『NNNドキュメント'20 “笑顔”の多い明日を行く 30歳のジャニーズJr.林翔太』で特集される。
同年6月20日、一般女性と結婚。同日ファンクラブサイトにて直筆メッセージで、結婚発表と合わせ、ジャニーズJr.からの卒業を明らかにした。7月、ジャニーズ事務所公式ホームページ「Johnny's net」で単独ページができ、情報サービスが開始される。

## 出演
個人での出演のみ記載。ユニットとしての出演はM.A.D.、They武道、宇宙Sixを参照。

### 舞台
- 滝沢歌舞伎
  - 滝沢歌舞伎2016（2016年4月10日 - 5月15日、新橋演舞場）[15]
  - 滝沢歌舞伎2017（2017年4月6日 - 5月14日、新橋演舞場）[16]
  - 滝沢歌舞伎2018（2018年4月5日 - 5月13日、新橋演舞場 / 6月4日 - 30日、御園座）[17]
  - 滝沢歌舞伎ZERO（2019年4月10日 - 5月19日、新橋演舞場）[18]
- アンダースタディ（2016年9月1日 - 11日、銀座博品館劇場）[19]
- 二月喜劇名作劇場『喜劇 有頂天一座』（2018年2月1日 - 12日、新橋演舞場 / 2月16日 - 23日、大阪松竹座） - 康弘 役[20]
- Rodgers/Hart（ロジャース/ハート）（2018年8月14日 - 9月9日、DDD青山クロスシアター / 9月11日・12日、松下IMPホール / 9月15日、神奈川・やまと芸術文化ホール） - 主演・リチャード・ロジャース 役[21]
  - ブロードウェイ・ミュージカル「ロジャース / ハート」（2023年9月30日 - 10月18日、有楽町よみうりホール / 10月24日・25日、北國新聞赤羽ホール / 10月28日、松下IMPホール） - 主演・ロレンツ・ハート 役（寺西拓人とW主演）[22][23]
- デルフィニア戦記〜動乱の序章〜（2018年12月8日 - 13日、渋谷区文化総合センター大和田） - シェラ 役[24]
  - デルフィニア戦記〜獅子王と妃将軍〜（2019年6月19日 - 23日、シアターGロッソ） - シェラ 役[25]
- ソーホー・シンダーズ（英語版）（2019年3月9日 - 21日、東京・よみうり大手町ホール / 23, 24日、大阪・森ノ宮ピロティホール / 26, 27日、石川・北國新聞赤羽ホール / 28日、愛知・刈谷市総合文化センター アイリス / 31日、神奈川・やまと芸術文化ホール メインホール） - 主演・ロビー 役[26][27]
  - ソーホー・シンダーズ（2021年11月3日〔プレビュー公演〕、東松山市民文化センター / 11月5日、日本特殊陶業市民会館ビレッジホール / 11月7日、山口市民会館大ホール / 11月9日、レクザムホール大ホール / 11月13日・14日、枚方市総合文化芸術センター関西医大大ホール / 11月20日、やまと芸術文化ホールメインホール / 11月25日 - 12月12日、紀伊國屋サザンシアターTAKASHIMAYA） - 主演・ロビー 役[28]
- リトル・ウィメン〜若草物語〜（2019年9月3日 - 25日、シアタークリエ） - ローリー 役[29]
- 天使にラブ・ソングを〜シスター・アクト〜（2019年11月15日 - 12月8日、東急シアターオーブ） - パブロ 役[30]
  - 天使にラブ・ソングを～シスター・アクト～（2023年11月5日 - 29日、東急シアターオーブ） - パブロ 役[31]
- 悪魔の毒毒モンスター（2020年3月16日 - 25日[注 1]、大手町よみうりホール）[34]
  - 悪魔の毒毒モンスターREBORN（2023年1月14日 - 22日、EX THEATER ROPPONGI / 1月27日 - 29日、サンケイホールブリーゼ）[35]
- 女の一生（2020年11月2日 - 26日[注 2]、新橋演舞場） - 野村精三 役[37]
  - 女の一生（2022年10月18日 - 23日、新橋演舞場 / 10月27日 - 11月8日、南座 / 11月18日 - 30日、博多座） - 野村精三 役
- EDGES -エッジズ-（英語版）（2020年12月7日 - 10日、新国立劇場 中劇場[注 3]）[39]
- キオスク（2021年1月22日 - 24日、兵庫県立芸術文化センター阪急中ホール / 2月11日 - 21日[注 4]、東京芸術劇場プレイハウス / 2月23日、静岡市清水文化会館マリナート大ホール / 2月25日、日本特殊陶業市民会館ビレッジホール / 2月27日、JMSアステールプラザ大ホール） - 主演・ランツ・フーヘル 役[41]
- IN THE HEIGHTS イン・ザ・ハイツ（英語版）（2021年3月27日・28日〈プレビュー公演〉、鎌倉芸術館 大ホール / 4月3・4日、オリックス劇場 / 4月7・8日、日本特殊陶業市民会館 ビレッジホール / 4月17日 - 25日[注 5]、TBS赤坂ACTシアター） - ベニー 役（東啓介とWキャスト）[43][44]
- 目頭を押さえた（2021年6月4日 - 7月4日、東京芸術劇場シアターイースト / 7月6日 - 7日、サンケイホールブリーゼ / 7月9日、名古屋市芸術創造センター） - 坂本健介 役[45][46]
- 海の音楽劇 『プリンス・オブ・マーメイド』〜海からの2000年後のおくりもの〜（2021年8月5日 - 8日、こくみん共済 coop ホール／スペース・ゼロ） - 主演・カイ 役[47][48]
  - 海のSDGsプロジェクト 海の音楽劇『プリンス・オブ・マーメイド2022』〜海からの2000年後のおくりもの〜（2022年8月5日 - 8日、こくみん共済 coop ホール／スペース・ゼロ） - 主演・カイ 役[49]
- ネバー・ザ・シナー -魅かれ合う狂気-（2021年9月2日 - 12日、品川プリンスホテル クラブeX / 9月18・19日、COOL JAPAN PARK OSAKA TTホール） - ネイサン・レオポルド 役[50]
- 陰陽師 生成り姫（2022年2月22日 - 3月12日、新橋演舞場 / 3月18日 - 24日、南座） - 源博雅 役[4][51]
- 弥生、三月-君を愛した30年-（2022年4月21日 - 24日、サンシャイン劇場 / 4月27日・28日、京都劇場 / 5月5日、名古屋市公会堂 / 5月7日・8日、サンケイホールブリーゼ） - 主演・山田太郎 役[52]
- 『ダブル・トラブル』〜2022 夏 Season B〜（2022年8月16日 - 30日、有楽町よみうりホール） - ジミー・マーティン 役[53]
  - 『ダブル・トラブル』〜2022 夏 Season C〜（2022年9月5日 - 13日、自由劇場）[53]
- 七人のおたく cult seven THE STAGE（2023年3月4日 - 12日、紀伊國屋サザンシアター TAKASHIMAYA / 3月18日・19日、サンケイホールブリーゼ） - 主演・近藤みのる 役[54]
- 『ホロー荘の殺人』The Hollow（2023年5月3日 - 8日、三越劇場） - エドワード・アンカテル 役[55]
- DOLL（2023年6月1日 - 5日、渋谷区文化総合センター大和田 さくらホール / 6月16日 - 18日、京都劇場） - 主演・佐倉いろは 役[56]
- WHERE'S CHARLEY? チャーリーはどこだ!（2024年4月22日 - 29日、日本青年館ホール / 5月18日・19日、森ノ宮ピロティホール） - 主演・チャーリー・ウィカム 役[57]
- 中村雅俊芸能生活50周年記念公演【第１部】「どこへ時が流れても～俺たちのジュークボックス～」（2024年6月2日 - 18日、明治座） - 添島裕太 役[58]
- Endless SHOCK（2024年7月 - 8月予定、梅田芸術劇場メインホール）[59]
- CLUB SEVEN another place（2024年9月22日・23日、シアター1010 / 9月28日 - 10月13日、有楽町よみうりホール）[60]
- Les Misérables（2025年2月27日 - 3月6日、IMAホール） - マリウス 役[61]
- あなたに会えてよかった（2025年5月2日 - 7日、三越劇場 / 5月10日・11日、COOL JAPAN PARK OSAKA TTホール） - リース 役[62]
- Reading Rock トラベルショー『ガリバー』（2025年7月4日 - 6日〈予定〉、天王洲 銀河劇場） - 主演・ガリバー 役[63]
- Reading Rock トラベルショー『月世界旅行』（2025年7月11日 - 13日〈予定〉、天王洲 銀河劇場） - 主演・インピー・バービケイン 役[63]
- 幻調乱歩4 夜明けに怯える怪機城（2025年9月1日〈予定〉、イイノホール）[64]
- また本日も休診〜山医者のうた〜（2025年10月11日 - 15日〈予定〉、博多座 / 10月23日 - 11月2日〈予定〉、明治座 / 11月6日〈予定〉、栃木県総合文化センター / 11月22日〈予定〉、やまぎん県民ホール 大ホール）[65]
- わが歌ブギウギ-笠置シヅ子物語-（2026年1月2日 - 20日〈予定〉、三越劇場 / 1月24日 - 2月1日〈予定〉、南座） - 花森英介 役[66]

### ミュージカルコンサート
- M's Musical Museum Vol.6（2024年5月2日 - 3日、牛込箪笥区民ホール） - ゲスト出演[67]
- Musical Lovers 2024（2024年10月27日 - 27日、玉川せせらぎホール） - ゲスト出演[68]

### コンサート
- ジャニーズJr.8・8祭り 〜東京ドームから始まる〜（2019年8月8日、東京ドーム）[69]

### ラジオドラマ
- 劇ラヂ！ライブ2016『秘剣つばめ返し』（2016年10月30日、NHKラジオ第1）[70]

### テレビドラマ
- 鼠、江戸を疾る2 第7回「偽りの孔雀（2016年5月26日、NHK） - 秋友 役[71]

### 情報番組
- 突撃!ナマイキTV（2019年10月[72] - 終了、東日本放送） - ミニコーナー「林翔太の『みやぎ御朱印ボーイ』」担当[73]

### ミュージックビデオ
- KEN☆Tackey
  - 逆転ラバーズ (Dance Video) （2018年）[74]
  - 浮世艶姿桜 (Dance Video) （2018年）[74]